# ديفيد آدم
ديفيد آدم هو دبلوماسي كندي، ولد في 1941.